# Monodómia

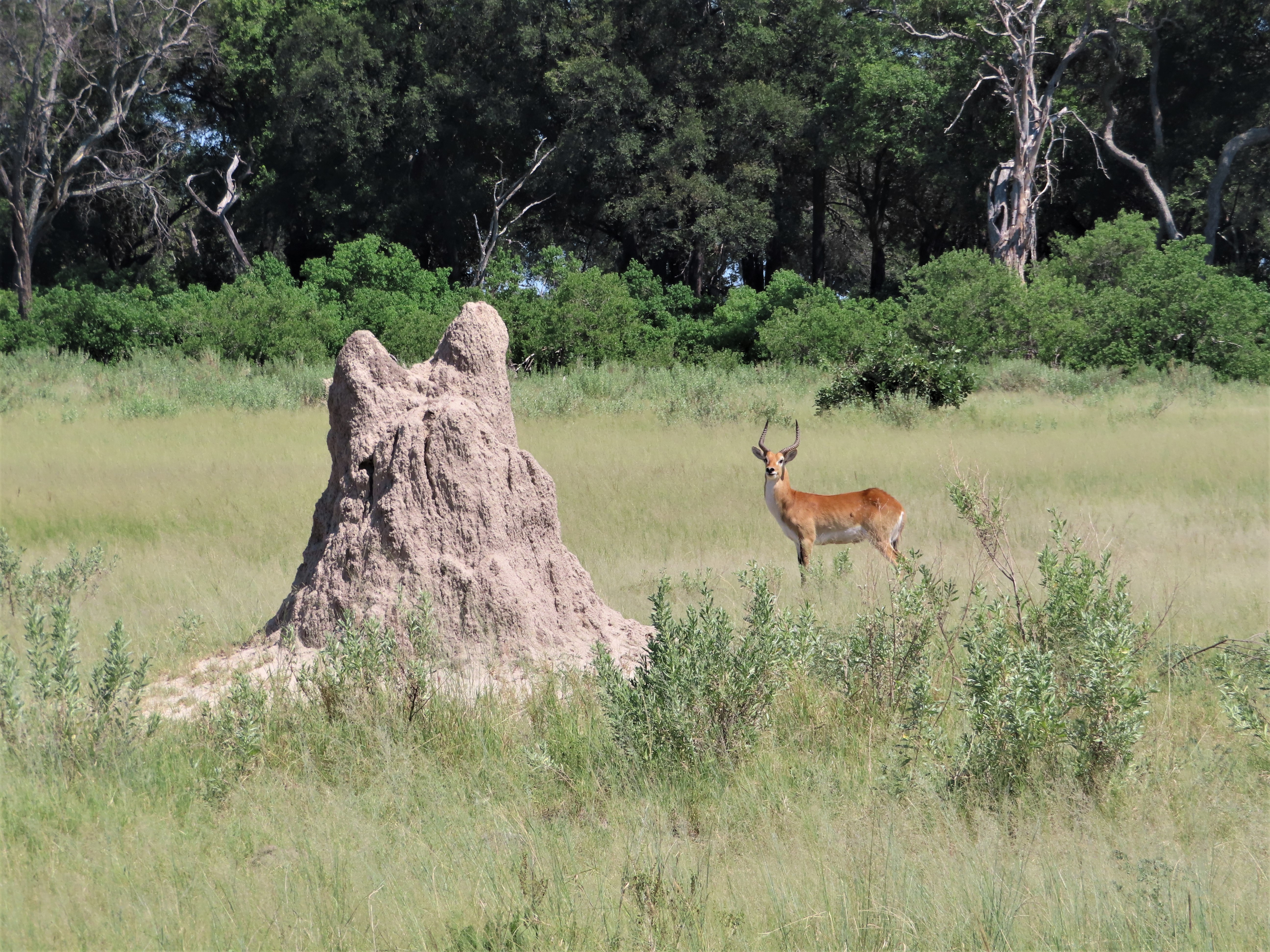
Termeszvár (Botswana, Okavango-delta)

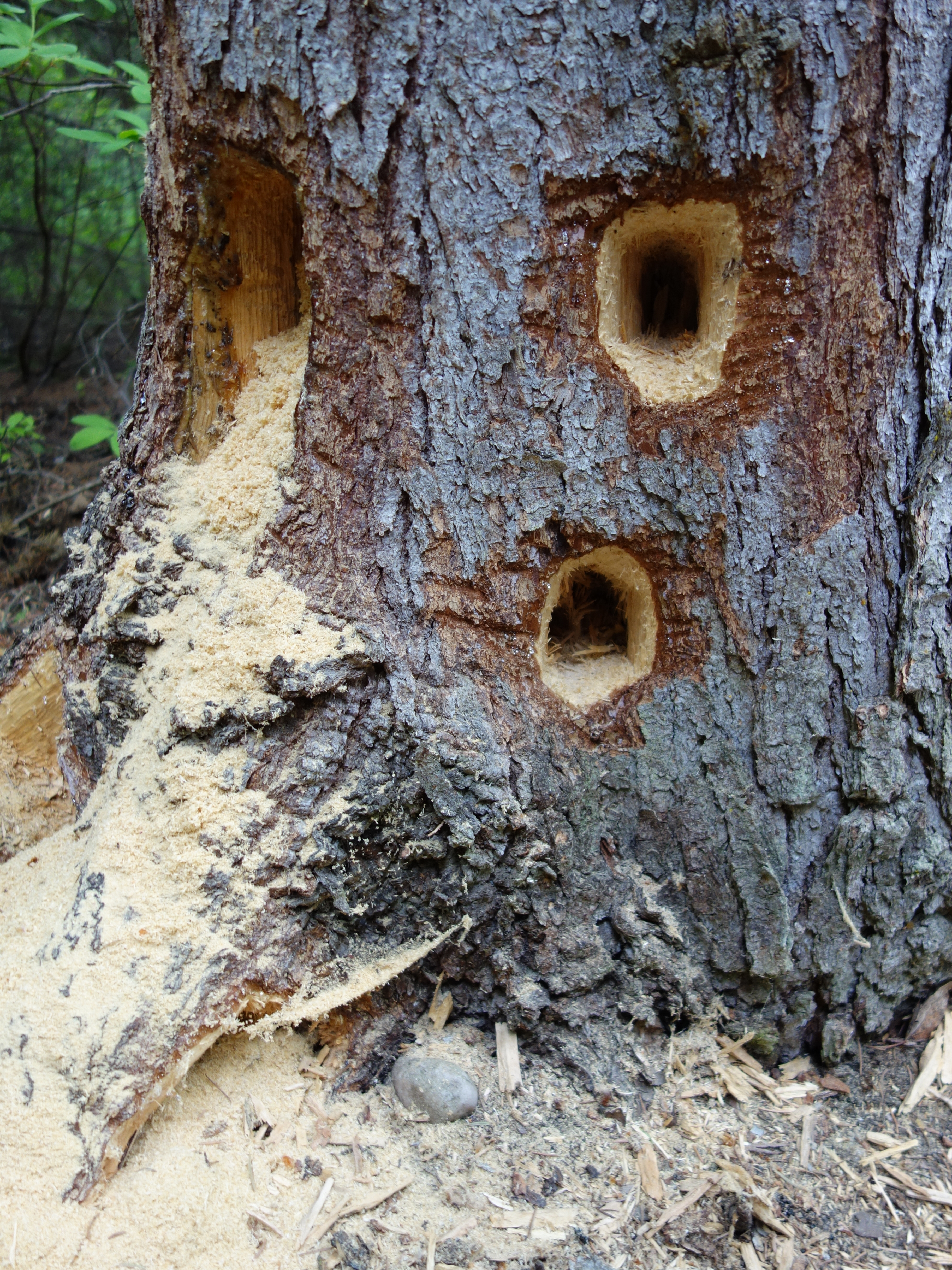
Faodvasító lóhangya Camponotus ligniperda) fenyőfába rágott fészkének bejáratai

A monodómia a közösségben élő élőlények — különösen az államalkotó (euszociális) rovarok — településének egyik formája: az az eset, amikor a kolónia (közösség) egy időben csak egy fészket (lakóhelyet) használ. Ellentéte a polidómia — egy időben használt több fészekkel, speciális alesete a sorozatos monodómia, amikor a a kolónia több fészket tart fenn, de egy időben csak egyben lakik.
Ez az életmód meggyorsítja/lehetővé teszi a faj hosszútávú terjeszkedését és egyúttal drasztikusan csökkenti a beltenyészet kialakulásának esélyét.